# Drosera glabripes
Drosera glabripes är en sileshårsväxtart som först beskrevs av William Henry Harvey och Jules Émile Planchon och som fick sitt nu gällande namn av Berthold Stein. 
Drosera glabripes ingår i släktet sileshår, och familjen sileshårsväxter.
Artens utbredningsområde är:
- Sydafrika
  - Free State.
  - Gauteng.
  - Norra Kapprovinsen.
  - Västra Kapprovinsen.
  - Östra Kapprovinsen.
  - KwaZulu-Natal.
  - Limpopoprovinsen.
  - Mpumalanga.
  - Nordvästprovinsen.

Inga underarter finns listade i Catalogue of Life.